# Bir al-Helou
Bir al-Helou (tiếng Ả Rập: بئر الحلو) là một thị trấn ở trung tâm thủ đô al-Hasakah, đông bắc Syria. Đây là trung tâm hành chính của Nahiya Bir al-Helou al-Wardiya bao gồm 72 thành phố.
Tại cuộc điều tra dân số năm 2004, Bir al-Helou có dân số 3.718 người.